# 多田昌弘
多田 昌弘（ただ まさひろ、1974年10月22日 - ）は、千葉県市原市出身の元プロ野球選手（投手）。左投左打。現在は阪神タイガースの打撃投手。

## 来歴・人物
小学2年で野球を始め、中学では2年の夏休みにグラウンドを50周走る日課をこなすうちに球速が上がっていった。拓大紅陵高のセレクションで不合格となるが一般入試に合格。1年後輩に立川隆史（のち千葉ロッテマリーンズ - 阪神タイガース）がいた。1992年、3年の第74回全国高等学校野球選手権大会にはエース富樫、杉本、紺野、多田の4人で投手陣を組み準優勝。初戦から準決勝まで全て別の投手が勝ち投手になるという史上初の快挙を記録した。投手陣の中でスカウトの評価が最も高かったのは多田だった。卒業後は就職して野球を続けるつもりだったが、同年のドラフト会議で広島東洋カープから6位指名されプロ入りした。
1年目の1993年は左肘を故障したが二軍で13試合に登板し防御率3.48、2年目は11試合に登板し初勝利も挙げるがオフに戦力外通告を受ける。同時に打撃投手を打診され「頑張れば現役に戻すこともありうる」との言葉を頼りに引き受ける。転向後、一人で打撃練習する金本知憲の手伝いをするうちに親しくなり、左投手を苦手にしていた金本の絶好の練習相手となり、「金本の恋人」とまで言われた。
2002年の夏に左肘の故障が再発。金本に連れられて各地の有名治療院にかかった結果回復し宮崎キャンプに合流した11月、金本のFA宣言を知る。同月下旬、阪神への移籍が決まった金本から同伴移籍を勧められ、自ら広島を退団。同年12月12日に阪神に打撃投手として入団した。
日南キャンプでの休日は、もっぱら魚釣りをして過ごしてた。

## 詳細情報

### 年度別投手成績
- 一軍公式戦出場なし

### 背番号
- 60 （1993年 - 1994年）
- 92 （1995年 - 2002年）
- 103 （2003年 - ）